# Claudine de Culam
Claudine de Culam (Rozay-en-Brie (Île-de-France); 1585-ídem; 1601) fue una joven francesa, sentenciada a la horca y luego quemada junto al perro con el que mantuvo relaciones sexuales (zoofilia). Es la primera referencia de un caso de pena de muerte por este motivo.

## Proceso criminal a Claudine de Culam
Este relato de hechos está basado en la sentencia que dictó el Parlamento el 15 de octubre de 1601.

### Acusación y declaración de Claudine
El martes 7 de septiembre de 1601, a instancias de la querella presentada por el procurador fiscal de Rozay-en-Brie, el juez y el alcalde de dicha localidad hicieron comparecer ante ellos a la acusada que, por haberse negado a presentarse voluntariamente, tuvo que ser aprehendida por los agentes del tribunal. La acusación formal era la de cohabitación carnal con un perro.
Interrogada sobre su nombre, edad y ocupación, dijo llamarse Claudine de Culam, tener 16 años y trabajar como criada en casa del prior de Revecourt, a cuyo servicio estaba desde hacía cuatro años. Preguntada entonces sobre si había tenido cópula carnal con un perro blanco con manchas negras, que le fue mostrado, respondió que no sabía lo que eso quería decir, después de lo cual fue llevada a prisión.

### Prueba testifical
El miércoles 15 de septiembre comparecieron los testigos que acusaban a la criada Claudine, los cuales, después de jurar decir la verdad, manifestaron lo siguiente:
- El primer testigo, David Bonamy, hostelero de esta ciudad, dijo que el día de la fiesta de San Luis estuvo de visita en casa del prior de Revecourt. Al pasar por el patio vio a la criada en copulación carnal con el perro blanco, pero que, no atreviéndose a decir nada al prior, habló solamente con Jeanne Dubois, viuda de Culam, que no quiso creerle, sosteniendo que su hija era demasiado seria e inocente para hacer aquello y que seguramente estuviese equivocado.

- El segundo testigo, Marie Neufbois, esposa de Mathieu Gourdim, herrero, declaró que había visto a finales de agosto pasado a Claudine jugando y acariciando entre las patas traseras de un modo indecente al perro blanco y que ella misma le había reprochado su actitud.

- El tercer testigo, Nicolas Perrautelle, criado del prior, declaró que el 1 de septiembre, al entrar en el salón del señor prior, encontró a Claudine tendida en su lecho de reposo, y que el perro estaba encima de ella. Pero que al entrar en el salón, Claudine echó al perro y bajó sus faldas. El perro seguía insistiendo y tratando de levantar con su hocico las faldas de Claudine, y Nicolás, acercándose al animal, le pegó un puntapié. Del golpe, el animal se marchó aullando y cojeando, lo que hizo que Claudine le gritara a él: "¡¿Por qué pega a mi perro y se mezcla en mis asuntos?!" Después de esto, Nicolas le respondió que era vergonzoso que se dejara hacer esas cosas tan indecentes, sobre todo tratándose de un perro.

El viernes 17 de septiembre compareció ante el tribunal Jeanne Dubois, viuda de Culam y vecina de Rozay, la cual, después de hacer el oportuno juramento, declaró que su hija Claudine era inocente, sencilla y sin malicia, y que era la envidia lo que había movido a los testigos que declararon contra ella, y que con respecto a lo dicho por Nicolas Perrautelle, todo el personal en casa del señor Prior sabía que él estaba enamorado de Claudine pero que esta no había querido escucharle nunca. Después de esto, Jeanne requirió al tribunal para que su hija fuese estudiada por unas comadronas y que informasen de lo que en verdad había pasado.

### Prueba pericial y confesión
La orden del tribunal fue dada a la comadrona Jeanne L. Picarde, viuda de Thomas Brehault, que acompañada por Genevieve, esposa de André Girard, el boticario y de Guillemeutte, esposa de Michel F., cirujano, el 21 de septiembre, a fin de que examinaran a la Claudine e informasen luego a los jueces sobre el resultado del mismo.
El testimonio de las tres mujeres, después de haber prestado juramento de decir la verdad, fue que ellas pensaban visitar a Claudine en la sala a que ésta fue conducida juntamente con el perro blanco, con el que estaba acusada de haber copulado carnalmente, pero que después de haber desnudado a Claudine para comprobar si había cohabitado con un macho, el perro saltó sobre ella e intentó conocerla carnalmente. Así se confirmó que mantuvieron relaciones sexuales y que "nuevamente hubiera existido en ese momento un nuevo acoplamiento de no haber actuado para evitarlo", después de lo cual, las tres mujeres hicieron que Claudine se vistiera y redactaron su informe según la verdad y su conciencia.
Llevada el 22 de octubre a presencia de sus jueces y tras haberle leído las declaraciones de los testigos y el informe de las tres comadronas, la acusada se puso de rodillas y confesó haber tenido cohabitación carnal con el perro y que merecía ser castigada, añadiendo luego que estaba embarazada de tres meses y que rogaba al tribunal se aplazara el juicio y la ejecución hasta que hubiese dado a luz, después de lo cual los jueces enviaron a la acusada a la cárcel atendiendo a las conclusiones del procurador fiscal.

### Fallo
Ordenado por el tribunal el reconocimiento de Claudine por las tres comadronas para determinar si era cierto su estado de embarazo, el informe fue negativo, adicionando en su informe que nunca habían visto una vulva tan maltratada como ésta. Después de lo cual la acusada fue condenada como culpable, convicta y confesa, del delito de haber cohabitado carnalmente con el perro, y la sentencia fue que sería estrangulada y quemada viva en la gran plaza de la villa de Rognon, y sus cenizas lanzadas al viento. Además, se confiscarían sus bienes personales en provecho de quien le perteneciese, deduciendo, sin embargo, la suma de diez libras de multa para el rey, y esta sentencia se dictó el 4 de octubre de 1601.
La corte del Parlamento rectificó la sentencia en el sentido de que Claudine, convicta y confesa del delito de bestialismo realizado con su perro, sería ahorcada en el patíbulo en la gran plaza de Rognon, juntamente con el perro, y que los cadáveres de los dos serían luego arrojados al fuego para ser aventadas después sus cenizas, a fin de que no quedara ningún rastro posible de esas correrías y así la humanidad no recordase sus monstruosas fechorías.